# Asterope mariae
Asterope mariae är ett havslevande kräftdjur som beskrevs 1850 av Baird. Arten placeras som enda art i släktet Asterope inom familjen Cylindroleberididae. Arten är reproducerande i Sverige. Inga underarter finns listade.